# Eritrea en los Juegos Olímpicos de Río de Janeiro 2016
Eritrea participa en los Juegos Olímpicos de 2016 en Río de Janeiro, Brasil, del 5 al 21 de agosto de 2016.

## Atletas
Atletismo
- Abrar Osman Adem (5000 metros masculino)
- Hiskel Tewelde (5000 metros masculino)
- Tsegay Tuemay (5000 metros masculino)
- Tewelde Estifanos (maratón masculina)
- Ghirmay Ghebreslassie (maratón masculina)
- Amanuel Mesel (maratón masculina)
- Yemane Haileselassie (3000 metros con obstáculos)
- Goitom Kifle (10000 metros masculino)
- Zersenay Tadese (10000 metros masculino)
- Nguse Tesfaldet (10000 metros masculino)
- Nebiat Habtemariam (maratón femenina)

Ciclismo
- Daniel Teklehaymanot (ciclismo en ruta masculino)